# Adolf Diekmann
Adolf Otto Diekmann (ur. 8 grudnia 1914 w Magdeburgu, zm. 29 czerwca 1944 w Caen) – SS-Sturmbannführer, dowódca 1 Batalionu 2 Dywizji Pancernej SS „Das Reich”. Zbrodniarz wojenny w dużej mierze odpowiedzialny za masakrę w Oradour-sur-Glane.

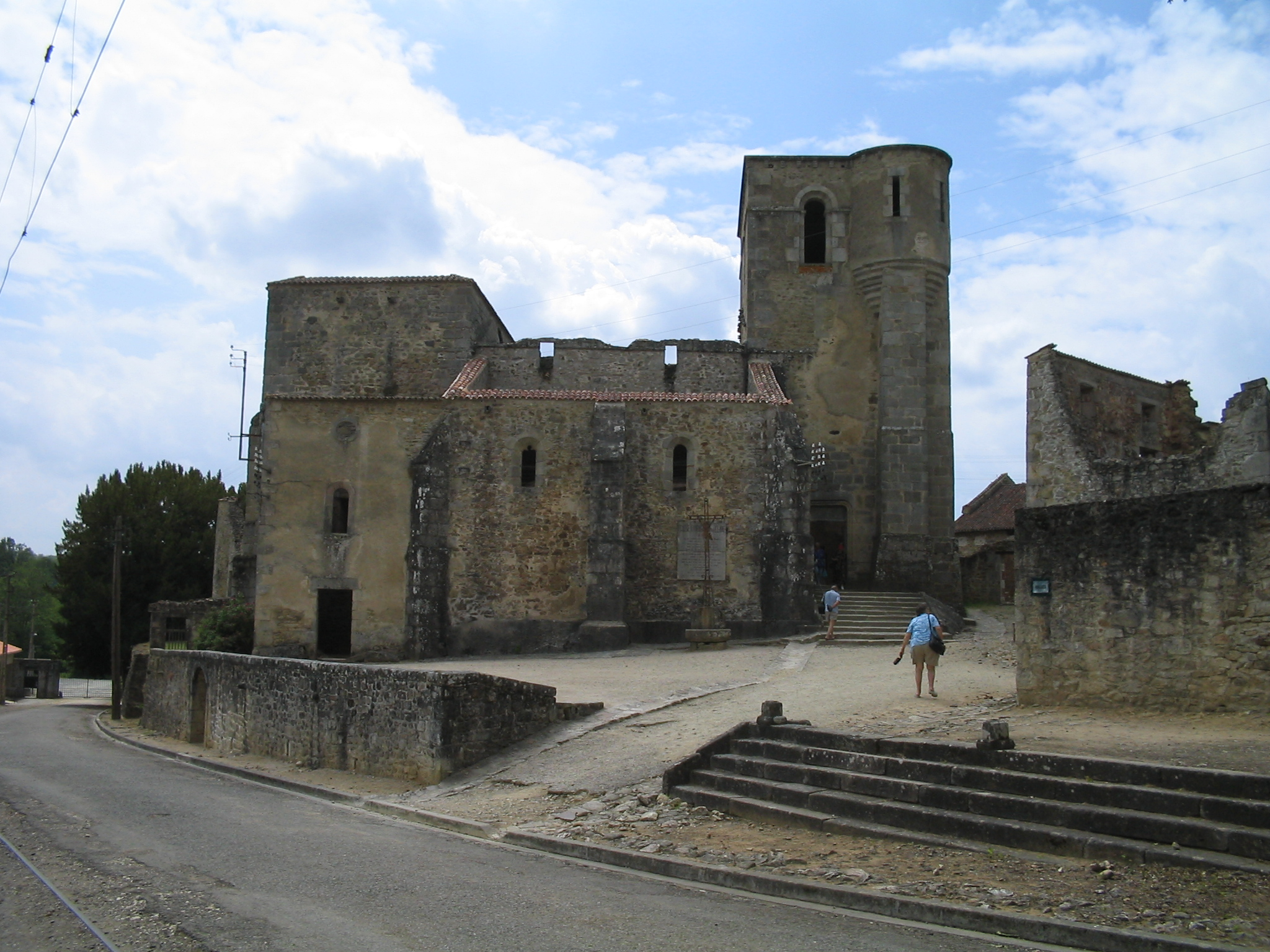
Kościół w Oradour-sur-Glane, gdzie żywcem spalono kobiety i dzieci

Diekmann usprawiedliwiał masakrę, w której zginęły 642 osoby, porwaniem SS-Sturmbannführera Helmuta Kämpfe przez francuski ruch oporu.
Zmarł 29 czerwca 1944 w Caen podczas bitwy o Normandię.
Adolf Diekmann został pochowany obok 17-letniego grenadiera Georga Bössla na niemieckim cmentarzu wojennym La Cambe niedaleko plaży Omaha.